# Store Spjellerup
Store Spjellerup – miasto w Danii, w regionie Zelandia, w gminie Faxe.